# Renata Ferri
Renata Marina Ferri (Milano, 18 agosto 1944) è una musicista italiana.
Flautista, si è diplomata a pieni voti presso il Conservatorio della sua città sotto la guida di Marlaena Kessick. 
Si è inoltre perfezionata con Arturo Danesin a Torino e con J. P. Rampal a Nizza.
Ha fatto parte di importanti orchestre quali La Scala di Milano, l'Orchestra Sinfonica della Rai di Torino e Milano, Teatro Angelicum, Pomeriggi Musicali di Milano, e dell'orchestra della Radio Svizzera-Italiana di Lugano.
Ha svolto un'intensa attività concertistica suonando in Italia (Milano, Firenze, Bologna, Roma, Bari, Taranto, Torino, Trieste, Venezia, ecc.) e all'estero (Svizzera, Francia: Salle Gaveau, Austria, Germania, USA).
Ha partecipato a registrazioni di colonne sonore destinate al grande schermo, alcune delle quali composte da Ennio Morricone.
Ha fatto parte di numerosi complessi da camera,  tra cui l'Ars Antiqua di Milano diretta da Angelo Paccagnini, con il quale ha suonato nei più importanti Teatri Italiani e Francesi.
Come solista, ha partecipato a numerose trasmissioni radio-televisive, sia in Italia (si ricorda “Voglia di Musica” per Rai Tre) che all'estero.
Ha tenuto corsi di perfezionamento a Washington, Manfredonia, Verbania, Erba, Salerno. 
È stata invitata a far parte della giuria nel concorso internazionale “Pacem in Terris” a Bayreuth.
Fa parte dell'Orchestra Filarmonica del Conservatorio di Milano da quando questa è stata formata.
È titolare della cattedra di Flauto presso il Conservatorio “G. Verdi” di Milano.
Tiene corsi estivi di perfezionamento a S. Marco di Castellabate (SA).